# Argentina nos Jogos Olímpicos de Inverno de 1968
A Argentina competiu nos Jogos Olímpicos de Inverno de 1968, realizados em Grenoble, França.